# Dr. Katz
Dr. Katz, Terapeuta Profissional foi uma série animada que originalmente passou em Comedy Central de 28 de maio de 1995 a 24 de dezembro de 1999 e era estrelado e co-criado (junto com Tom Snyder) por Jonathan Katz.
Foi animada por computador, com uma técnica bruta de estilo facilmente reconhecível, chamada Squigglevision, na qual os personagens e objetos animados são coloridos e as bordas ficam num trêmulo constante, enquanto objetos inanimados são estáticos e normalmente em cinza. Nenhum dos personagens ou convidados especiais tem os pés, mãos e objetos se movendo. Foi um dos poucos desenhos não dublados no Brasil, mas teve sua dublagem em português feita em Miami, nas dublagens -  Alex Teixeira no Dr. Katz,  -  Roy Fernandez no Ben,  - Marta Rhaulin na Laura e Ricardo Fábio no Brian.

## Formato
O desenho é baseado num terapeuta, Dr. Jonathan Katz, que tinha a voz e foi visualmente baseado no comediante do mesmo nome. Dr. Katz era um terapeuta profissional que tinha como clientes famosos humoristas e atores, normalmente dois por episódio. As sessões de terapia normalmente consistiam deles fazerem relatos de suas vidas enquanto Dr. Katz oferecia discernimentos ou simplesmente deixava-os falarem. Entretanto, sessões de terapia com atores e atrizes ofereciam mais diálogo interpessoal entre Dr. Katz e seus pacientes para melhor atender as suas necessidades.
Intercalados com estas cenas, havia passagens envolvendo a vida normal do Dr. Katz, as quais incuíam seu filho Benjamin Katz (H. Jon Benjamin), sua secretária Laura (Laura Silverman) e seus dois amigos: Stanley (Will Le Bow) e a garçonete Julie, cuja voz era da produtora da série, Julianne Shapiro. Em episódios mais recentes, Todd (Todd Barry), o caixa de uma vídeolocadora, tornou-se um parceiro usual para Ben.
Cada episódio normalmente começava com o Dr. Katz e Ben acordando e iniciando um enredo da história entre os dois. Estes enredos incluiam momentos como Ben tentando tornar-se um DJ, acreditando que ele tinha poderes extra-sensoriais ou o enigma moral que ele sofria após receber uma carta-corrente. A ironia da série era o fato de que justamente o filho do terapeuta era um dos mais perdidos na vida: com 25 anos, sem trabalho, sem hobbies definidos e vive a telefonar para o pai para contar o que anda fazendo, ou mesmo indo ao consultório para tal, e acaba sempre conversando com a secretária Laura. É visível que Ben goste da Laura, mas esta nunca está interessada no que Ben mostra. A outra ironia da série é que Laura, por ser realista e prática, acaba confrontando os delírios dos pacientes enquanto estes estão na sala de espera, já na seção de terapia, Dr. Katz acaba mergulhando nos jogos e neuroses dos pacientes e por vezes acaba se perdendo e caindo no jogo deles (um dos pacientes fixos é o que sempre vem com disfarces ou fantoches e fala de si em terceira pessoa. Katz tem dificuldade para confrontar o paciente sobre essa dificuldade de se assumir, e a seção acaba sendo sobre os personagens criados e manipulados por esse paciente). Entre um dia de trabalho e outro, Dr. Katz vai ao bar conversar com seu amigo Stanley e a garçonete Julie. Katz e Julie na verdade se sentem atraídos um pelo outro mas não chegam a começar nenhum relacionamento. O desenvolvimento destes enredos ocorria em fragmentos durante o episódio do Dr. Katz com seus convidados.
Os episódios terminavam de uma maneira similar toda semana: Enquanto Dr. Katz estava em uma sessão com um paciente, uma música sinalizando o término do episódio começava a tocar. Dr. Katz reconhecia isto e dizia ao paciente "Bem, você sabe o que esta música significa" ou algo parecido.
Muito do conteúdo dos episódios, particularmente entre Dr. Katz e Benjamin, eram de humor improvisado através de um processo chamado "retroscripting", no qual um vago esboço é desenvolvido mas o diálogo real é adicionado depois. Este estilo, assim como o Squigglevision, reapareceria em Home Movies, um desenho que aproveitava muitos membros do Dr. Katz e equipe.

## Estreia
O primeiro episódio do Dr. Katz foi ao ar em 28 de maio de 1995. Um total de 81 episódios foram produzidos, embora os três últimos -- "Bakery Ben," "Uncle Nothing" and "Lerapy"—nunca foram ao ar nos Estados Unidos, mas foram ao ar no Canadá e em outros países. Por razões nunca explicadas, Comedy Central começou a sexta (e final) sessão em 15 de junho de 1999, rodou-a por seis semanas e colocou-a num hiato até a véspera de Natal, quando colocou nove novos episódios numa maratona de toda a noite e que foi a série final deste desenho. Este hiato foi tão súbito que na semana que saiu do ar, o guia da TV ainda listava a série e destacava o episódio que ia ser mostrado como "Escolha do Editor".

## Episódios

### 1ª Temporada: 1995
| # | Exibição original | Cód. de Produção | Título                    |
| - | ----------------- | ---------------- | ------------------------- |
| 1 | 28 de Maio        | 101              | "Pot-Bellied Pigs"        |
| 2 | 4 de Junho        | 102              | "Pretzelkins"             |
| 3 | 11 de Junho       | 103              | "Bully"                   |
| 4 | 18 de Junho       | 104              | "Cholesterol"             |
| 5 | 25 de Junho       | 105              | "Everybody's Got a Tushy" |
| 6 | 2 de Julho        | 106              | "Family Car"              |

### 2ª Temporada: 1996
```
 7.   2- 1        201     15 Out 95   Bystander Ben
 8.   2- 2        202     29 Out 95   Real Estate
 9.   2- 3        203     12 Nov 95   Glasses
10.   2- 4        204     17 Dez 95   Office Management
11.   2- 5        205     14 Jan 96   Bees and SIDS
12.   2- 6        206     21 Jan 96   Drinky the Drunk Guy
13.   2- 7        207      7 Abr 96   Sticky Notes
14.   2- 8        208     14 Abr 96   It Takes Some Getting Used To
15.   2- 9        209     21 Abr 96   The Particle Board
16.   2-10        210     28 Abr 96   A Journey for the Betterment of People
17.   2-11        211      5 Mai 96   Theory of Intelligence
18.   2-12        212     12 Mai 96   Henna
19.   2-13        213     26 Mai 96   ESP
```

### 3ª Temporada: 1996-1997
```
20.   3- 1        301      6 Out 96   Monte Carlo
21.   3- 2        302     13 Out 96   Blind Date
22.   3- 3        303     20 Out 96   Fructose
23.   3- 4        304     27 Out 96   Earring
24.   3- 5        305      3 Nov 96   Koppleman and Katz
25.   3- 6        306      5 Jan 97   Guess Who
26.   3- 7        307     12 Jan 97   Day Planner
27.   3- 8        309     19 Jan 97   Studio Guy
28.   3- 9        308     26 Jan 97   Mourning Person
29.   3-10        310      2 Fev 97   L'il Helper
30.   3-11        311      9 Fev 97   Big Fat Slug
31.   3-12        312      2 Mar 97   New Phone System
32.   3-13        313      9 Mar 97   Reunion
```

### 4ª Temporada: 1997
```
33.   4- 1        405      9 Mai 97   Ben Treats
34.   4- 2        401     22 Jun 97   Memoirs
35.   4- 3        402     29 Jun 97   Electric Bike
36.   4- 4        403      6 Jul 97   Broadcaster Ben
37.   4- 5        404     13 Jul 97   Trash Day
38.   4- 6        406     27 Jul 97   Sharon Meyers
39.   4- 7        407      3 Ago 97   Mask
40.   4- 8        408     10 Ago 97   Closets
41.   4- 9        409     17 Ago 97   Wild Weekend
42.   4-10        410     24 Ago 97   Chopper
43.   4-11        411     31 Ago 97   Alibi
44.   4-12        412      7 Set 97   Ben-Centennial
45.   4-13        413     14 Set 97   Undercover
```

### 5ª Temporada: 1998
```
46.   5- 1        503     17 Jun 98   Old Man
47.   5- 2        501     22 Jun 98   Fanny Pack
48.   5- 3        505     29 Jun 98   Metaphors
49.   5- 4        502      6 Jul 98   Movies
50.   5- 5        512     13 Jul 98   Ticket
51.   5- 6        504     20 Jul 98   Phone Luv
52.   5- 7        506     27 Jul 98   Chain Letter
53.   5- 8        507      3 Ago 98   Babysitting Ben
54.   5- 9        508     10 Ago 98   Miles Away
55.   5-10        509     17 Ago 98   London Broil
56.   5-11        510     24 Ago 98   Feng Shui
57.   5-12        511     21 Set 98   Alderman
58.   5-13        513     28 Set 98   Paranoia
59.   5-14        514      5 Out 98   Waltz
60.   5-15        515     12 Out 98   Anniversary
61.   5-16        516     19 Out 98   Community Theater
62.   5-17        517     26 Out 98   Ping-Pong
63.   5-18        518     23 Nov 98   Thanksgiving
```

### 6ª Temporada: 1999
```
64.   6- 1        601     15 Jun 99   Sissy Boy
65.   6- 2        602     22 Jun 99   Pullman Square
66.   6- 3        603     29 Jun 99   Wisdom Teeth
67.   6- 4        604      6 Jul 99   Past Lives
68.   6- 5        605     13 Jul 99   Ben's Partay
69.   6- 6        615     20 Jul 99   Walk for Hunger
70.   6- 7        606     24 Dez 99   Used Car
71.   6- 8        607     24 Dez 99   Ball and Chain
72.   6- 9        608     24 Dez 99   Snow Day
73.   6-10        609     24 Dez 99   Garden
74.   6-11        610     24 Dez 99   Big TV
75.   6-12        611     24 Dez 99   Vow of Silence
76.   6-13        612     24 Dez 99   You're Belinda
77.   6-14        614     24 Dez 99   Radio Katz
78.   6-15        613     24 Dez 99   Expert Witness
79.   6-16        616                 Bakery Ben
80.   6-17        617                 Uncle Nothing
81.   6-18        618                 Lerapy
```

## Convidados importantes
| - Dave Attell - Todd Barry - Joy Behar - Bill Braudis - Dave Chappelle - Louis C.K. - David Cross - Rodney Dangerfield - David Duchovny - Mitch Fatel - Jim Gaffigan - Jack Gallagher - Jeff Garlin - Jeff Goldblum - Whoopie Goldberg - Janeane Garofalo - Bobcat Goldthwait - Gilbert Gottfried - Kathy Griffin - Mitch Hedberg - Dom Irrera - Richard Jeni - Tom Kenny - Andy Kindler - Julia Louis-Dreyfus - Ron Lynch |  | - Denis Leary - David Mamet - Kevin Meaney - Larry Miller - Kevin Nealon - Conan O'Brien - Bob Odenkirk - Patton Oswalt - Emo Philips - Brian Regan - Ray Romano - Mike Rowe - Rita Rudner - Winona Ryder - Lew Schneider - Garry Shandling - Sarah Silverman - Bobby Slayton - Barry Sobel - Jon Stewart - Ben Stiller - Fred Stoller - Wanda Sykes - Paul F. Tompkins - Steven Wright |

## Frases
- Recordo da primeira vez que fiz sexo... porque guardei o recibo.
- É tudo culpa tua!... Sabe por que morreu? Por tua culpa! Isto é um grande peso para um menino de 3 anos.
- ...sempre gostei de usar minha capa de super-herói. Nunca tirei ela, até que um dia minha mãe falou: "Por favor, filho, ainda que seja somente desta vez, é o funeral de sua vó". Aí eu respondi: "Mãe, tenho 18 anos, acho que tenho idade suficiente para decidir se devo tirar a capa ou não".
- Meu filho tem uma máscara de Dart Vader que brilha e diz "woooGrgrgr" com detector de movimento. Aí no meio da noite quando vou ao banheiro tenho de andar na ponta dos pés e tomar o maior cuidado porque senão a máscara brilha e diz "woooGrgrgr". ISSO NÃO ESTÁ CERTO DR.! Isso não está certo! Tenho quase 30 anos e tenho de tomar cuidado para a máscara não fazer "woooGrgrgr"!
- Ben (filho de Katz) "pai, comprei uns sinos de feng-shui para relaxar" Dr. Katz: "ótimo, Ben, acho que você deve buscar algo que o faça relaxar e se sentir bem" (horas depois) Ben: "pai comprei mais sininhos e adereços coloridos, e isso e aquilo e... ahhhhhhh pai, esses sinos tão me deixando louco!"
- Dr., você sabe que tenho dificuldade de contar o que sinto... posso fazer a sessão usando essa marionete? (depois) ... Dr, a minha marionete também está com vergonha, então agora a marionete da marionete vai conversar com você (e comicamente Katz tem de conversar com 3 personagens, e obviamente acaba se perdendo em saber o que as marionetes contam de verdadeiro ou mentiroso que no fundo refletiriam a situação do paciente... ou da marionete)
- Katz: "tenho de ensaiar a encenação de uma peça, mas sem contracenar fica difícil" Julie: "oh, posso ajudar se puder" Stanley: "Vamos Katz, contracene com Julie para ensaiar" (no ensaio) Julie: "Oh, Katz, não sabe o quanto esperei por esse momento" (Katz e Julie se beijam) Stanley: "muito bem, Julie, hehe, bela intepretação, principalmente quando você acaba chamando-o de katz" Julie: "ei, eu não falei Katz!" Stanley: "hehe, e você Katz, gostou?" Katz: "bem, gostei, digo, pelo personagem, é algo teatral, mas é claro que nesses exercícios as pessoas estão por trás dos personagens e... bem... vamos de novo!"

## Fatos interessantes
- Em "Summer Sucks," um episódio de South Park, outro cartoon da Comedy Central, Dr. Katz aparece como terapeuta de Mr. Garrison.
- No episódio 307 "Bush is a Pussy" de Mr. Show, é jogada fora uma cena do Dr. Katz e Kedzie Matthews, uma paródia de humor tipicamente colegial, ao final do episódio.
- Em Family Guy, episódio "Saving Private Brian", o personagem principal Peter Griffin está falando com o Dr. Katz, deitado num divã. Peter faz um comentário sobre o estilo  Squigglevision no qual o Dr. Katz é animado, dizendo "Que diabos há de errado com você? Sua pele parece estar se mexendo ou algo parecido" e ele responde "Acredito que estou tendo algum tipo de ataque de epilepsia".
- Em Squidbillies, episódio "Government Brain Voodoo Trouble", o terapeuta (mais tarde desmascarado como sendo o estuprador) teve a voz por um não creditado Jonathan Katz.[1]
- Em Space Ghost Coast to Coast, episódio, "Brilliant Number One", Space Ghost estava desenhando rapidamente no estilo do Dr. Katz, enquanto perguntava para Peter Fonda, "O que isto nos diz sobre sua infância?"
- Em Space Ghost Coast to Coast, episódio "King Dead," o qual exibiu H. Jon Benjamin como convidado, o desenho Dr. Katz é mencionado pelo nome. Space Ghost é brevemente mostrado no estilo  Squigglevision enquanto declara "cable é importante", uma referência ao fato do Dr. Katz ser exibido no Comedy Central e Space Ghost no Cartoon Network, ambos parte dos canais básicos da TV a cabo.
- No direct-to-DVD, filme de paródia Farce of the Penguins, Jonathan Katz aparece como Steve, a coruja que dá conselhos terapêuticos por 275 dólares/hora.
- Na série animada para crianças Arthur, havia um episódio onde as crianças davam ideias para um episódio de desenho de TV, todas elas baseadas em vários desenhos animados. A sugestão de Arthur era ele mesmo visitando o Dr. Katz e se queixando de sua irmã, D.W.
- No programa humorísitico Help Me Help You, Jonathan Katz aparece como Dr. Katz.

## Tiras
Uma tira do mesmo nome foi produzida por LA Times syndicate. Uma coleção de livros foi publicada, Hey I've Got My Own Problems. Escritores incluíram Bill Braudis e Dave Blazek, com material ilustrado por Dick Truxaw.

## DVDs
Temporadas
| Nome do DVD      | Data de lançamento     | Nº de episódios | Informação adicional                                                                        |
| ---------------- | ---------------------- | --------------- | ------------------------------------------------------------------------------------------- |
| 1ª Temporada     | 9 de maio de 2006      | 6               | Bônus incluem comentários dos atores e equipe, além de vários curtas animados.              |
| 2ª Temporada     | 21 de novembro de 2006 | 13              | Bônus incluem comentários dos atores e equipe, e "follow-up calls" com estrelas convidadas. |
| Séries Completas | 20 de novembro de 2007 | 81              | Bônus incluem um livro colecionável com novas histórias do Dr. Katz e material ilustrado.   |